# Neurosporène
Le neurosporène est un pigment caroténoïde de formule chimique C40H58. C'est un intermédiaire dans la biosynthèse du lycopène et d'une variété de caroténoïdes bactériens,. C'est le pigment caroténoïde majoritaire dans Cantharellus infundibuliformis.